# Канцерогени
Канцероге́н (лат. cancer — рак, лат. gen — утворення, створення) — хімічні речовини або фізичні чи біологічні агенти, які є причиною виникнення злоякісних новоутворень (раку).

## Поняття канцерогенів
Комітет експертів ВООЗ в 1979 р. дав визначення поняттю: «Канцерогеном (фізичним, хімічним або вірусним) називають агент, що може викликати або прискорювати розвиток новоутворення, незалежно від механізму (або механізмів) його дії або ступеню специфічності ефекту. Канцероген — це агент, що в силу своїх фізичних або хімічних властивостей може викликати незворотну зміну або пошкодження у тих частинах генетичного апарату, які здійснюють гомеостатичний контроль над соматичними клітинами».
Канцерогенами називають речовини, які сприяють утворенню та розвитку ракових захворювань. Причому, канцерогенез напряму пов'язують з антропогенезом (діяльністю людини). Але це не зовсім так[джерело?], оскільки до канцерогенів відносять також фізичні впливи: іонізуюча та неіонізуюча радіація, наприклад, сонячне випромінювання (яке не можна віднести до антропогенної діяльності). Також канцерогенну дію мають біологічні агенти, до яких належать різноманітні віруси.

## Класифікація
За походженням канцерогени можна класифікувати на антропогенні (породжені діяльністю людини) та природні (відомими прикладами природних канцерогенів є ізопрен — основна складова природних каучуків та терпени з хвої).
Хімічні речовини та професійні впливи з точки зору їх канцерогенності для людини поділяються на три групи:
1. хімічні речовини, група речовин, виробничий процес або професійний вплив, які є однозначно канцерогенними для людини; до цієї групи належать речовини лише за наявності достатніх епідеміологічних доказів, що свідчать про причинний зв'язок між впливом речовини та виникненням раку; характерні представники цієї групи- 4-амінобіфеніл (ефективний антиоксидант), сполуки миш'яку, азбест (волокнистий силікат, сюди ж належить і шифер, що виготовляється з азбесту), вінілхлорид, полівінілхлорид.
2. речовини, можливо канцерогенні для людини; до них належать сполуки з більш або менш високим ступенем доведення їх канцерогенної дії. Представники: металічний берилій та декотрі його сполуки, акрилонітрил, епіхлоргідрин, 1,4-діоксан, гідрохлорид феназопірину (анальгетик).
3. речовини, що не можуть бути класифіковані з точки зору їх канцерогенності (тобто їхній канцерогенний вплив не доведено): характерні представники цієї групи — фторурацил, бензилхлорид, фенобарбітал, стирол, сахарин.

За хімічною структурою канцерогенні речовини належать до різноманітних класів неорганічних та органічних сполук, вони належать до:
1. поліциклічних ароматичних вуглеводнів (ПАВ);
2. ароматичних азосполук;
3. ароматичних аміносполук;
4. нітрозосполук та нітрозамінів;
5. металів, металоїдів та неорганічних солей (найвідоміші нам канцерогени цієї групи — сполуки арсену, кадмію, кобальту, хрому).

За пріоритетністю небезпеки було виокремлено три основних класи відомих на сьогодні канцерогенів.
Перший — це група поліциклічних хроматичних вуглеводнів, найвідомішим представником яких є бензопірен.
Другий — клас нітрозаміни і третій — важкі метали. Сюди ж ще можна віднести азбести (які отримують пріоритет через поширеність використання, особливо в будівництві) та діоксини, є продуктом термічної переробки органічної сировини чи продуктом хлорування під дією високих температур.
Останні дві групи канцерогенів не вивчаються і найближчим часом, їхнім дослідженням українські вчені не будуть займатися[джерело?], незважаючи на небезпеку для довкілля та здоров'я людства.
За впливом на геном людини канцерогени поділяють на
- генотоксичні, які руйнують та змінюють діяльність клітинного ядра, таким чином перебудовуючи генетичний код, та викликаючи цим неконтрольований поділ клітин — утворення пухлин.
- негенотоксичні, які впливають тільки на фізіологічні процеси, але так само викликають ракові захворювання.

## Нормування впливу. ГДК
Стосовно канцерогенів вживається термін — гранично допустима концентрація (ГДК), тобто, вміст речовини в довкіллі, який не призводить до хвороб та мутацій. Поширена думка[джерело?], що канцерогенів взагалі не повинно бути в природі. Це не так, в певних концентраціях канцерогени були присутні на планеті впродовж усієї її історії. Крім того, вважається, що одночасно велика доза шкідливої речовини для організму є більш прийнятною, ніж постійно присутня незначна. Оскільки велика доза вбиває клітину, в той час, як мала при постійному впливі призводить до руйнувань на молекулярному, клітинному та міжклітинному рівні.

## Дія на організм

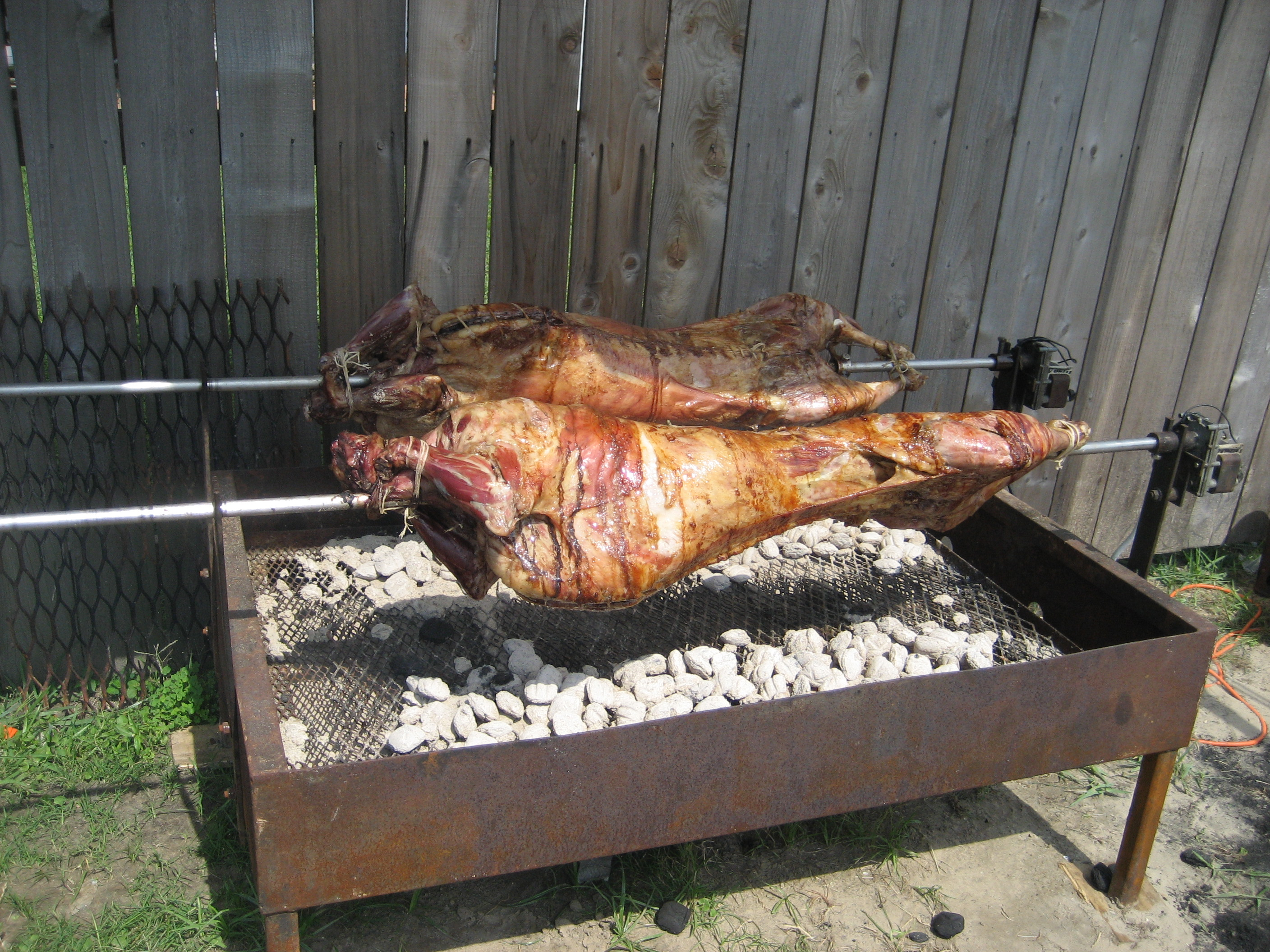
При готуванні (смаженні) їжі, у ній можуть утворюватись канцерогени

У довкіллі, поряд із канцерогенними, існують і інші токсичні речовини, які виконують роль своєрідних модифікаторів того чи іншого канцерогену. Отож слід враховувати комплексність дії біологічних, фізичних, хімічних чинників на організм людини в навколишньому її середовищі. А сьогодні дедалі переконливіше говорять[джерело?] і про необхідність врахування чинників психологічних. Благополуччя і рівновага в організмі залежить від стану систем, які покликані оберігати здоров'я організму — імунної, ендокринної, біохімічної.

## Випромінювання
Іонізуюча радіація
Усі види іонізуючої радіації: електромагнітні хвилі (рентгенівські та γ-промені) і корпускулярні (а- і β-частинки, протони, нейтрони) — є канцерогенними для людини і тварин.
Радіаційний канцерогенез було виявлено через 7 років після відкриття рентгенівського випромінювання. Першою жертвою став перший виробник рентгенівських трубок Фрікен, який перевіряв якість своєї продукції на власних руках. У нього виник рак шкіри, через який він помер.
У I пол. XX століття у виробництві годинників використовували хімічний склад, що містив радій. Ним покривали циферблати, щоб вони світилися в темряві. Жінки, які виконували цю роботу, зволожували пензлики, якими працювали, губами та язиком. У багатьох з них через певний час розвивався рак ротової порожнини.
У шахтарів, які тривалий час працювали в уранових копальнях центральної Європи та СТНА (район Рокі Маунтін), частота виникнення раку легень була в 10 разів вищою, в порівнянні з шахтарями інших копалень. Рак спричиняло вдихання шахтного пилу, що містив радіоактивний уран.
Через кілька років після вибухів американських ядерних бомб у японських містах Хіросіма (6 серпня 1945 р.) та Нагасакі (9 серпня 1945 р.) зросла частота лейкозів (особливо гострого і хронічного мієлолейкозу). Дещо пізніше почала збільшуватися кількість злоякісних пухлин молочної залози, товстої кишки, щитоподібної залози, легень. Загалом частота цих пухлин і лейкозів зберігалася на підвищеному рівні протягом 25 років після вибухів.
Вибухи водневих бомб супроводжуються виділенням в атмосферу сполук радіоактивного йоду. Серед населення тихоокеанських Маршаллових островів, поблизу яких здійснювали випробування термоядерної зброї, найбільше постраждали діти віком до 10 років. У 90 % з них протягом наступних 15 років розвивалися вузли в щитоподібній залозі, які у 5 % випадків перетворювалися в злоякісні пухлини.
Аварія на Чорнобильській АЕС у 1986 році стала причиною значного зростання (з 30 до 2000 випадків) раку щитоподібної залози серед дітей, що проживали в чорнобильській зоні.
Закономірності радіаційного канцерогенезу:
- виникнення пухлин залежить від дози і виду іонізуючого випромінювання. Що більша доза, то більша ймовірність канцерогенезу. При однаковій дозі вплив корпускулярних видів радіації має важчі наслідки, ніж дія електромагнітних променів. Останнє підтверджується наслідками вже згадуваних бомбардувань 1945 року. Так, на Хіросіму було скинуто бомбу («Little boy») з ураном-235, що виділяє при вибуху нейтрони і γ-промені, а на Нагасакі — бомбу («Fat man») з плутонієм-239, що є джерелом одного тільки γ-випромінювання. Виявилося, що в Хіросімі частота лейкозів збільшувалася вже при поглиненій дозі в 50 рад, тим часом як у Нагасакі навіть доза в 100 рад не призводила до зростання кількості випадків білокрів'я;
- тривала дія низьких доз (менше 1 рад/год) з огляду канцерогенезу є небезпечнішою, ніж короткочасна експозиція великих доз чи повторна дія;
- залежність між дозою і частотою виникнення пухлин не має лінійного характеру. Радіаційний канцерогенез є стохастичним біологічним ефектом. Не існує мінімальної порогової дози іонізуючого випромінювання, здатної перетворювати нормальні клітини в пухлинні. Пухлини можуть виникнути при будь-якій малій поглиненій дозі, їхня поява визначається тільки законами ймовірності.

В основі канцерогенної дії іонізуючої радіації лежить її здатність викликати мутації в генах, причетних до регуляції клітинного циклу.
Ультрафіолетові промені (УФП)
Найбільшу канцерогенну дію мають УФП з довжиною хвиль від 280 до 315 нм. Показано, що тривале перебування на сонці збільшує ймовірність розвитку злоякісних пухлин шкіри: різних видів її раку, меланоми. Ризик виникнення цих пухлин є значно більшим у людей з недостатньою пігментацією шкіри.
Крім клінічних спостережень, є експериментальні дані про те, що тривала дія сонячних променів на білих щурів у більшості випадків викликала розвиток раку шкіри.
Вважають, що канцерогенність УФП пов'язана з утворенням у молекулах ДНК тимінових димерів. В умовах, коли інтенсивність УФП висока або недостатня потужність систем репарації ДНК, відбувається накопичення тимінових димерів, наслідком чого є мутації. Якщо вони виникають у генах, причетних до регуляції клітинного циклу, то високою стає ймовірність перетворення нормальних клітин у пухлинні.
Ілюстрацією сказаного є спадкова хвороба пігментна ксеродерма, в основі якої лежить генетичний дефект ферментів репарації ДНК. Так, у хворих на цю недугу ризик виникнення раку на не захищених від сонця ділянках шкіри у 2000 разів вищий, ніж у здорових людей.

## Класифікація канцерогенів заIARC
Категоризація канцерогенних факторів основана згідно з наявністю доказової бази, отриманої в дослідженнях на людях і на піддослідних тваринах.
Група 1: Фактори, канцерогенні для людини.
Ця категорія використовується при наявності достатніх доказів канцерогенності у людини. У виняткових випадках фактор може бути поміщений в цю категорію, коли доказів канцерогенності для людини менше, ніж достатньо, але є достатні докази канцерогенності у піддослідних тварин і переконливі докази на людях, що фактор має відповідний механізм канцерогенності.
Група 2.
До цієї категорії належать фактори, для яких, з однієї сторони, майже доведено ступінь канцерогенності у людини, а також ті, для яких, з іншого боку, немає ніяких даних про канцерогенністю для людини, але є переконливі докази канцерогенності у піддослідних тварин. Фактори, належать до групи 2А (ймовірно канцерогенні для людини) або групи 2В (можливо канцерогенні для людини) на основі епідеміологічних і експериментальних доказів канцерогенності. Терміни, ймовірно канцерогенні і можливо канцерогенні не мають кількісного значення і використовуються лише як ідентифікатори різних рівнів доказовості канцерогенності для людини. Ймовірно канцерогенні означають більш високий рівень доказовості, ніж можливо канцерогенні.
Група 2А: Фактори, ймовірно канцерогенні для людини.
Ця категорія використовується при наявності обмежених доказів канцерогенності у людини і достатніх доказів канцерогенності у піддослідних тварин. У деяких випадках фактор може бути віднесений в цю категорію, коли існує недостатньо доказів канцерогенності для людей і достатньо доказів канцерогенності у піддослідних тварин, і є переконливі докази, що канцерогенез забезпечується через механізм, який також реалізується в людському організмі. У виняткових випадках фактор може бути віднесений в цю категорію виключно на основі обмеженого підтвердження канцерогенності у людини. Фактор може бути віднесений до цієї категорії з чисто наукових міркувань, якщо він належить до класу хімічних чинників, з яких один або кілька були класифіковані у групі 1 або групі 2А.
Група 2В: Фактори, можливо канцерогенні для людини.
В цю категорію входять фактори, щодо яких є обмежені докази канцерогенності для людини, і недостатні докази канцерогенності у піддослідних тварин. Також можуть бути віднесені фактори при наявності некоректних результатів доказів канцерогенності у людини, але є достатні докази канцерогенності у піддослідних тварин. У деяких випадках фактор, для якого існує достатньо доказів канцерогенності для людини, і недостатні докази канцерогенності у піддослідних тварин разом з відповідними доказами інших наукових даних може бути поміщений в цю групу. Фактор може бути віднесений до цієї категорії виключно на основі переконливих доказів наукового аналізу та інших відповідних даних.
Група 3: Фактори, не класифіковані за їх канцерогенністю для людини.
Ця категорія використовується найчастіше для факторів, для яких недостатньо доказів канцерогенності для людини і некоректні або обмежені у експериментальних тварин. У виняткових випадках фактори, для яких недостатньо доказів канцерогенності для людей, але є достатні докази у піддослідних тварин можуть бути поміщені в цю категорію, коли є переконливі докази того, що механізм канцерогенності у піддослідних тварин не працює у людей. Фактори, які не потрапляють в будь-яку іншу групу також поміщаються в цю категорію. Група 3 не є встановленням факту неканцерогенності для людини та загальної безпечності фактора. Навпаки, це означає, що необхідні подальші дослідження.
Група 4: Фактори, ймовірно не канцерогенні для людини.
Ця категорія використовується для факторів, для яких є свідчення відсутності канцерогенності у людини і у експериментальних тварин. У деяких випадках фактори, для яких недостатньо доказів наявності або відсутності канцерогенності для людей, але є переконливі свідчення відсутності канцерогенності для піддослідних тварин, та якщо вони мають багато аналітичних та інших відповідних даних, можуть бути віднесені до цієї групи.
IARC Monographs on the Evaluation of Carcinogenic Risks to Humans, PREAMBLE, LYON, FRANCE, 2006

## Дослідження канцерогенного впливу
Проблема впливу канцерогенних чинників на організм людини є сьогодні надзвичайно актуальною. Наприклад, фахівці ВООЗ і Міжнародного інституту раку стверджують, що 70—80 % пухлин виникає під впливом негативних зовнішніх чинників (хімічних, фізичних і навіть деяких біологічних). Робота, що ведеться в цьому напрямку є, очевидно, недостатньою. Так, натепер у світі відомо понад десять мільйонів сполук, тоді як на канцерогенність досліджено не більше десяти тисяч.

### Становище в Україні
Україна підписала хартію про заборону використання азбестових матеріалів в будівництві і побуті. Проте, ще впродовж двох років ця вимога не діятиме. Крім того, матеріали, які містять азбест, стають небезпечними з часом, коли починають старіти, руйнуватися і перетворюються на відходи, надійних методів утилізації яких досі не існує. Тому наслідки нинішнього їх використання люди відчуватимуть на собі ще довго. Так само, як до сьогодні людство відчуває вплив ДДТ — дифтордифенілтрихлорметилметану — інсектициду, винахіднику якого в свій час вручили Нобелівську премію. Речовина, що належить до ароматичних фтор, хлор-вмісних похідних вуглеводнів, тобто за всіма ознаками — канцероген високого рівня небезпеки. Проте з часом ДДТ розпадається на дві ще небезпечніших речовини — ДДД та ДДЕ, вони не розкладаються, накопичуються в жировому шарі тварин та в олієвмісних рослинах. Таким чином таким небезпечним канцерогеном уже впродовж півстоліття постачає людям природа.